# Battle Out Run
Battle Out Run är titel på ett spel utvecklat av Sega år 1989 avsett för att användas tillsammans med Sega Master System. Fast spelet var en del av Out Run-serien skilde spelets gameplay från serien och liknade mer arkadspelet Chase H.Q.. Spelet går ut på att ramma kriminellas bilar. 